# Amegilla whiteheadi
Amegilla whiteheadi är en biart som först beskrevs av Cockerell 1910.  Amegilla whiteheadi ingår i släktet Amegilla och familjen långtungebin. Inga underarter finns listade i Catalogue of Life.